# Temognatha limbata
Temognatha limbata es una especie de escarabajo del género Temognatha, familia Buprestidae. Fue descrita científicamente por Donovan en 1805.